# Casa de raport de pe str. Nicolae Iorga, 12 (Chișinău)
Casa de raport de pe str. Nicolae Iorga, 12 este o clădire amplasată pe str. Nicolae Iorga, 12 în Chișinău, Republica Moldova. Este un monument arhitectural de importanță națională inclus în Registrul monumentelor Republicii Moldova ocrotite de stat cu nr. 86 (municipiul Chișinău). Datează de la înc. sec. XX.